# Сафін Тимур Марсельович
Тимур Марсельович Сафін (рос. Тимур Марселевич Сафин; нар. 4 серпня 1992 року, Ташкент, Узбекистан) — російський фехтувальник (рапіра), олімпійський чемпіон 2016 року в командній рапірі, срібний призер Олімпійських ігор 2020 року з командної рапіри, бронзовий призер Олімпійських ігор 2016 року в індивідуальній рапірі, триразовий чемпіон Європи, призер чемпіонату світу та Європейських ігор.

## Виступи на Олімпіадах
| Олімпіада           | Дисципліна           | Місце |
| ------------------- | -------------------- | ----- |
| Ріо-де-Жанейро 2016 | індивідуальна рапіра | 3     |
| Ріо-де-Жанейро 2016 | командна рапіра      | 1     |
| Токіо 2020          | командна рапіра      | 2     |